# Ratingen Raiders
I Ratingen Raiders sono stati una squadra di football americano di Ratingen, in Germania. Fondati nel 1979, la prima squadra si è sciolta nel 1993 e hanno proseguito con le sole giovanili almeno fino al 2009.

## Dettaglio stagioni

### Tornei

#### Tornei nazionali

##### Campionato

###### Bundesliga
| Stagione | regular season | regular season | regular season | regular season | regular season | regular season | playoff | playoff | playoff | playoff | playoff | playoff    | playoff        |
|          | Vin            | Par            | Per            | Tot            | PF             | PS             | Vin     | Per     | Tot     | PF      | PS      | risultato  | avversaria     |
| -------- | -------------- | -------------- | -------------- | -------------- | -------------- | -------------- | ------- | ------- | ------- | ------- | ------- | ---------- | -------------- |
| 1988     | 2              | 0              | 8              | 10             | 100            | 289            | -       | -       | -       | -       | -       | -          | -              |
| 1989     | 0              | 0              | 10             | 10             | 36             | 508            | 0       | 1       | 1       | 6       | 18      | Retrocessi | Monheim Sharks |
| Totale   | 2              | 0              | 18             | 20             | 136            | 797            | 0       | 1       | 1       | 6       | 18      |            |                |

Fonti: Enciclopedia del Football - A cura di Roberto Mezzetti

###### 2. Bundesliga
| Stagione | regular season | regular season | regular season | regular season | regular season | regular season | playoff | playoff | playoff | playoff | playoff | playoff   | playoff              |
|          | Vin            | Par            | Per            | Tot            | PF             | PS             | Vin     | Per     | Tot     | PF      | PS      | risultato | avversaria           |
| -------- | -------------- | -------------- | -------------- | -------------- | -------------- | -------------- | ------- | ------- | ------- | ------- | ------- | --------- | -------------------- |
| 1987     | 8              | 0              | 0              | 8              | 250            | 37             | 1       | 1       | 2       | 55      | 38      | Promossi  | Bremerhaven Seahawks |
| 1990     | 5              | 1              | 6              | 12             | 153            | 216            | -       | -       | -       | -       | -       | -         | -                    |
| 1991     | 1              | 0              | 9              | 10             | 32             | 307            | -       | -       | -       | -       | -       | -         | -                    |
| Totale   | 14             | 1              | 15             | 30             | 435            | 560            | 1       | 1       | 2       | 55      | 38      |           |                      |

Fonti: Enciclopedia del Football - A cura di Roberto Mezzetti

###### Regionalliga
| Stagione | regular season | regular season | regular season | regular season | regular season | regular season | playoff | playoff | playoff | playoff | playoff | playoff   | playoff    |
|          | Vin            | Par            | Per            | Tot            | PF             | PS             | Vin     | Per     | Tot     | PF      | PS      | risultato | avversaria |
| -------- | -------------- | -------------- | -------------- | -------------- | -------------- | -------------- | ------- | ------- | ------- | ------- | ------- | --------- | ---------- |
| 1985     | 2              | 1              | 11             | 14             | 81             | 416            | -       | -       | -       | -       | -       | -         | -          |
| 1986     | ?              | ?              | ?              | ?              | ?              | ?              | ?       | ?       | ?       | ?       | ?       | ?         | ?          |
| 1992     | 4              | 1              | 5              | 10             | 74             | 121            | -       | -       | -       | -       | -       | -         | -          |
| Totale   | 6+?            | 2+?            | 16+?           | 24+?           | 155+?          | 537+?          | ?       | ?       | ?       | ?       | ?       |           |            |

Fonti: Enciclopedia del Football - A cura di Roberto Mezzetti